# Magic Cap
Magic Cap（マジック・キャップ）とは、かつて開発されていたPersonal Intelligent Communicator（PIC, 携帯情報端末）用のオブジェクト指向モバイルオペレーティングシステムの一つである。Telescriptというエージェント技術を採用している。General Magic社により1990年代初頭から開発され、ソニーのMagic LinkやモトローラのEnvoy、パナソニックのNeoNet等の端末に利用された。

## 参考
1. ↑  ASCII. “今では当たり前の通信機能を20年前に構想したオブジェクト指向型のモバイルOS「Magic Cap」 - 業界に痕跡を残して消えたメーカー 最先端PDAに時代がついてこなかった不運のGeneral Magic (2/4)”. ASCII.jp. 2021年6月22日閲覧。
2. ↑  ASCII. “ソニーから最初の製品が登場 携帯通信端末の夜明け - 業界に痕跡を残して消えたメーカー 最先端PDAに時代がついてこなかった不運のGeneral Magic (3/4)”. ASCII.jp. 2021年6月22日閲覧。
3. ↑  Google の概要 - 経営陣 - アンディ ルービン エンジニアリング担当副社長
4. ↑  Magic Mirror PIC Reviews - The Panasonic NeoNet